# Aldo Castellani

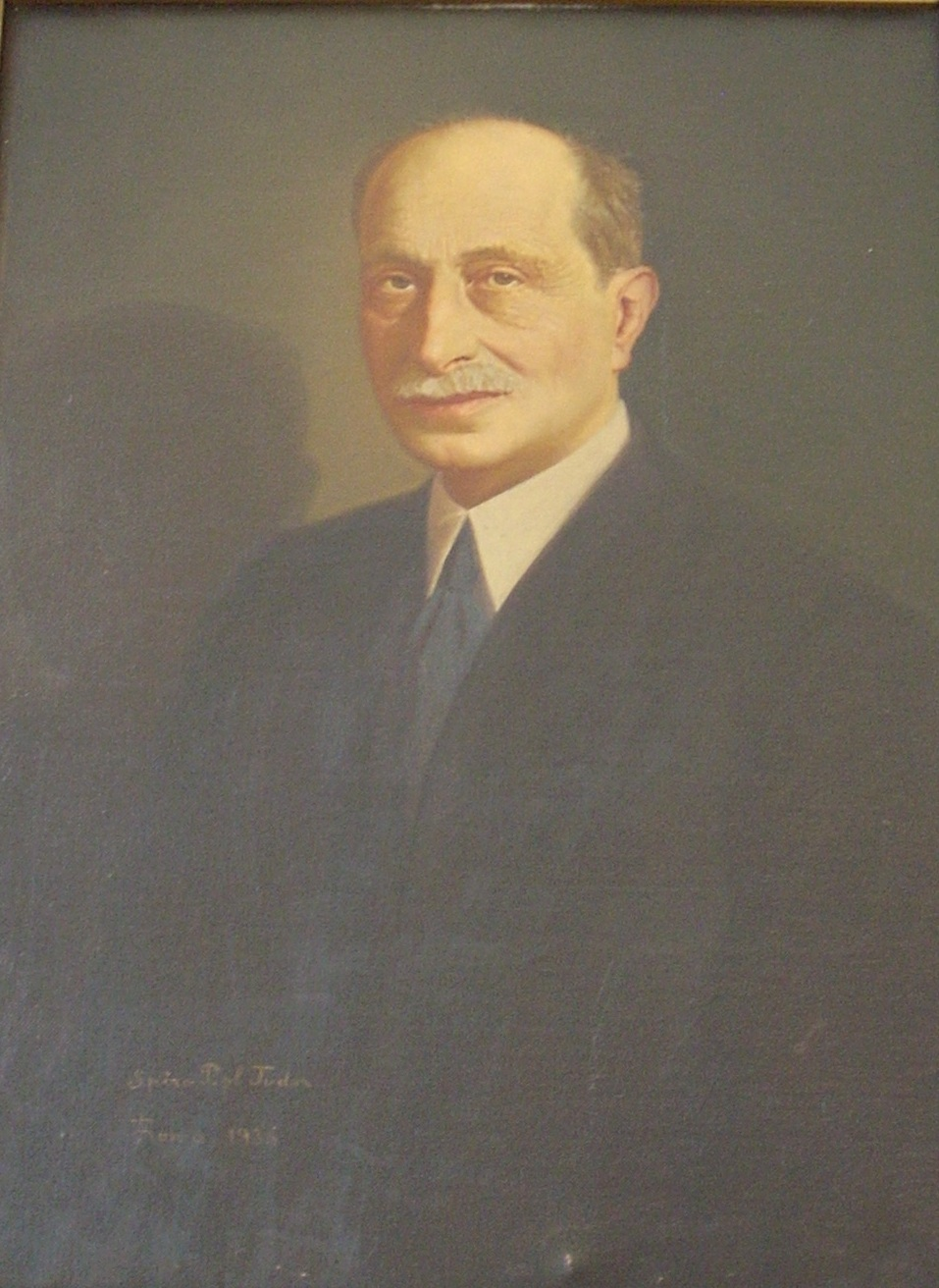
Aldo Castellani.

Aldo Castellani, född 8 september 1874 i Florens, död 3 oktober 1971 i Lissabon, var en italiensk bakteriolog.
Castellani blev medicine doktor 1899 och lecturer vid London School of Tropical Medicine. Han var även professor i tropisk medicin i New Orleans och vid La Sapienza i Rom. Han upptäckte 1902 orsaken till den afrikanska sömnsjukan, och publicerade ett flertal vetenskapliga arbeten rörande tropisk medicin, bakteriologi, serologi och hudsjukdomar.

## Castellanis försök
Ett agglutinerande immunserum, till exempel mot tyfusbakterier, innehåller agglutinin i största mängd – huvudagglutinin – mot tyfusbakterier (den homologa stammen); serumet kan dessutom innehålla även agglutinin – partialagglutinin – mot tyfusgruppens övriga bakterier, såsom paratyfus- och colibakterier (heterologa stammar). Castellanis försök består i avlägsnande av partialagglutininerna ur serum genom att till en serumkvantitet sättas de mot dessa svarande heterologa bakterierna. Huvudagglutininet mot den homologa stammen finns kvar i serum, sedan de heterologa, agglutinerade bakterierna, med vidhäftande agglutinin avlägsnats genom centrifugering. 